# Promachus bomensis
Promachus bomensis là một loài ruồi trong họ Asilidae. Promachus bomensis được Curran miêu tả năm 1927. Loài này phân bố ở vùng nhiệt đới châu Phi.